# Asplenium wacketii
Asplenium wacketii là một loài thực vật có mạch trong họ Aspleniaceae. Loài này được Rosenst. miêu tả khoa học đầu tiên.